# Чопік Сергій Ігорович
Сергій Ігорович Чопік (нар. 7 вересня 1980) — український футболіст, нападник.

## Життєпис
Футбольну кар'єру розпочав у 1997 році в складі друголігового херсонського «Кристалу» (згодом команда змінила назву на СК «Херсон»). Дебютував у складі херсонського колективу 21 травня 1997 року в програному (1:2) виїзному поєдинку 29-го туру групи «Б» Другої ліги проти стахановського «Шахтаря». Сергій вийшов на поле в стартовому складі та відіграв увесь матч. Дебютним голом на професіональному рівні відзначився 6 вересня 1997 року на 75-й хвилині переможного (2:0) домашнього поєдинку 8-го туру групи Б Другої ліги проти мелітопольського «Торпедо». Чопік вийшов на поле 46-й хвилині, замінивши Дмитра Бурячка. Кольори Кристалу (а згодом — СК «Херсону») захищав до 2001 року. За цей час у чемпіонатах України зіграв 93 матчі та відзначився 6-ма голами, ще 4 поєдинку провів у кубку України.
У 2002 році виїхав до Естонії, де підписав контракт з грандом місцевого футболу, талліннською «Левадією». У команді виступав до 2003 року. За цей час в естонській Мейстрілізі зіграв 39 матчів та відзначився 5-ма голами. Також на правах оренди виступав у нижчолігових клубах «Хійю Калур» (2002 рік, 2 матчі та 1 гол) та МС Таллінн (2003, 5 матчів та 1 гол).
У 2004 році повернувся в Україну, де підписав контракт з друголіговим ПФК «Севастополь». У складі «городян» дебютував 28 березня 2004 року в переможному (2:1) домашньому поєдинку 16-го туру групи Б другої ліги проти овідіопольського «Дністра». Сергій вийшов на поле в стартовому складі та відіграв увесь матч. Дебютним голом у футболці севастопольців відзначився 17 жовтня 2004 року на 7-й хвилині переможного (2:1) домашнього поєдинку 11-го туру групи Б Другої ліги проти білоцерківської «Росі». Чопік вийшов на поле в стартовому складі, а на 89-й хвилині його замінив Олександр Калачов. У складі ПФК «Севастополя» в Другій лізі провів 35 матчів та відзначився 2-ма голами, ще 1 поєдинок провів у кубку України.
У 2005 році перейшов до іншого друголігового колективу, СК «Миколаїв», в складі якого дебютував 13 серпня 2005 року в програному (1:2) домашньому поєдинку 1/32 фіналу кубку України проти запорізького «Металурга». Сергій вийшов на поле на 63-й хвилині, замінивши автора єдиного гола в складі «корабелів» Дмитра Зайка. Проте закріпитися в складі миколаївського клубу не зумів й вже незабаром залишив розташування клубу.
Того ж року підсилив красноперекопський «Хімік». Дебютував у футболці кримського клубу 25 вересня 2005 року в програному (0:1) виїзному поєдинку 7-го туру групи Б Другої ліги проти овідіопольського «Дністра». Чопік вийшов на поле на 46-й хвилині, замінивши Сергія Тимошенка. Єдиним голом у складі красноперекопського клубу відзначився 5 листопада 2005 року на 58-й хвилині переможного (2:0) виїзного поєдинку 13-го туру групи Б другої ліги проти «Єдності» (Плиски). Сергій вийшов на поле в стартовому складі та відіграв увесь матч. У другій лізі зіграв 7 матчів та відзначився 1 голом.
З 2006 року виступав на аматорському рівні, в тому числі й у «Мирі» (Горностаївка) та «Енергії» (Нова Каховка).